# Shocklach Oviatt and District
Shocklach Oviatt and District är en civil parish i Cheshire West and Chester i Cheshire i England. Det inkluderar Caldecott, Castletown, Church Shocklach, Green Croft, Horton, Lane End, Little Green, Lordsfields, Port Green, Shocklach, Shocklach Green, Shocklach Oviatt och The Saughans. Orten har 277 invånare (2001). Skapad 1 april 2015.